# Вассенберг
Вассенберг (нім. Wassenberg) — місто в Німеччині, знаходиться в землі Північний Рейн-Вестфалія. Підпорядковується адміністративному округу Кельн. Входить до складу району Гайнсберг.
Площа — 42,41 км2. Населення становить 18 830 ос. (станом на 31 грудня 2020).